# Binangun (Karanggayam)
Binangun is een bestuurslaag in het regentschap Kebumen van de provincie Midden-Java, Indonesië. Binangun telt 1101 inwoners (volkstelling 2010).